# تورفتگی (تایپ)
تورفتگی (انگلیسی: Indentation)، قرار دادن فضای خالی ابتدای سطر جدید یا ابتدای بند (پاراگراف).

## تورفتگی
در شکل نوشتاری بسیاری از زبان‌ها، تورفتگی فضای خالی در ابتدای یک خط برای علامت شروع یک پاراگراف جدید است. بسیاری از زبان‌های کامپیوتری این تکنیک را برای تعیین «پاراگراف‌ها» در برنامه به کار گرفته‌اند.

## برنامه‌نویسی
نظرات در مورد محل تورفتگی، استفاده از فضاها یا زبانه‌ها، و تعداد فضاهای مورد استفاده اغلب به شدت در بین برنامه نویسان مورد بحث قرار می‌گیرد. در سال ۲۰۰۶ روش سومی برای تورفتگی پیشنهاد شد، به نام tabstops الاستیک.